# Battlefield (álbum)
Battlefield es el segundo álbum de estudio de la cantante estadounidense Jordin Sparks, publicado el 17 de julio de 2009 a través de Jive Records y 19 Recordings. El álbum debutó en el número 7 en Estados Unidos, en el número 11 en el Reino Unido, en el número 34 en Australia y en el top 20 en muchos territorios.
Las contribuciones a la producción del álbum vinieron de una variedad de productores, incluyendo Harvey Mason, Jr., Claude Kelly, Ryan Tedder, Dr. Luke y Lucas Secon. Battlefield, la canción del titulo se publicó como sencillo principal del álbum en mayo de 2009, alcanzando el número 10 en la lista Billboard Hot 100 de Estados Unidos. "S.O.S. (Let the Music Play)" (que contiene un sample del sencillo de Shannon de 1983 "Let the Music Play") se publicó como segundo sencillo de Battlefield en agosto de 2009, seguido de "Don't Let It Go to Your Head" (una versión de la canción homónima de Fefe Dobson) como tercer sencillo en enero de 2010. Tras su lanzamiento, Battlefield recibió críticas mixtas por parte del críticos musicales, la mayoría de los cuales elogiaron la producción y la interpretación vocal de Sparks, pero criticaron su falta de originalidad en términos de música pop. El álbum vendió más de 600.000 copias en todo el mundo.

## Antecedentes y producción
Sparks confirmó en varias entrevistas que el álbum tomaría los temas del primer sencillo, "Battlefield". Luego se anunció a través del comunicado de prensa oficial que el álbum se llamaría Battlefield, en honor al primer sencillo, porque era el tema central y otras grabaciones del álbum. Hablando de la canción principal, Sparks dijo 

"Para mí, el título Battlefield trata de la fuerza y la perseverancia, las cosas pueden pasar de buenas a malas en un instante, puede ser la familia, la amistad o el trabajo; y mi frase favorita de la canción es, 'será mejor que vayas a por tu armadura', porque te está diciendo que estés preparado para ese momento para que puedas superarlo."

Sparks habló con la revista Billboard sobre cómo el proceso de grabación fue muy diferente al de su anterior álbum. Su debut se había grabado en aproximadamente 20 días debido al enorme apetito que los fans tenían por su música. En el nuevo álbum Sparks se tomó su tiempo, lo que significa que no sólo pudo escribir algunas de las canciones, sino que también tuvo tiempo para hacer que el sonido fuera más maduro o rechazar los discos con los que no se sentía satisfecha. La escritura para el álbum comenzó a mediados de 2008.

### Música
El 18 de mayo de 2009 se reveló que hasta el momento Sparks había grabado 30 canciones para el álbum pero que seleccionaría canciones que encajaran bien con el primer sencillo "Battlefield" ya que ese era ahora también el nombre para el álbum. También reveló que, aunque en ese momento no había duetos en el álbum, esperaba poder colaborar con Leona Lewis en una balada potente. Cuando se le preguntó con quién más le gustaría colaborar, dijo que con Fergie, Justin Timberlake y Alicia Keys.
Ninguna de estas colaboraciones se materializó aunque Sparks sí confirmó en una entrevista que había hecho un pacto para grabar un dueto con Lewis para su futuro álbum ya que cree que el dúo podría ser las próximas "Whitney Houston y Mariah Carey". La razón citada para no hacer duetos en este álbum fue la falta de tiempo y los plazos ajustados. Como se mencionó anteriormente, no hay invitados vocales en el álbum, aunque se puede escuchar a Tedder haciendo coros y improvisando en la canción que da título al álbum "Battlefield". Originalmente el álbum iba a contar con un invitado en la forma de T-Pain que había producido y apareció en la canción "Watch You Go" con su firma vocoder (cantando autotune), pero por razones no especificadas esta versión de la canción fue omitida y sustituida por una versión en solitario con sólo la voz de Sparks.  Además, de las 12 canciones de su autoría, cuatro se han incluido en la versión final del álbum ("Emergency (911)", "Was I the Only One", "Faith" y "The Cure"), mientras que otras dos se están utilizando como canciones promocionales (bonus tracks "Vertigo" y "Papercut"). En total, se habían preseleccionado entre 30 y 40 canciones para el álbum, de las que se seleccionó y masterizó la lista definitiva.

## Lanzamiento y promoción
- 20 de julio - Good Morning America
- 21 de julio - Live with Regis and Kelly, Entertainment Tonight, Late Night with Jimmy Fallon
- 22 de julio - entrevista en The Today Show
- 23 de julio - entrevista en It's On with Alexa Chung[23]
- 24 de julio - The Wendy Williams Show[24]
- 9 de agosto - aparición en los Teen Choice Awards[25]
- 17 de agosto - Live with Regis and Kelly[26]
- 17 de septiembre - VH1 Divas
- 13 de octubre - Actuación de "S.O.S. (Let the Music Play)" en The Paul O'Grady Show en el Reino Unido.[cita requerida]

El álbum fue anunciado por primera vez para ser lanzado el 14 de julio de 2009 en América por la propia Sparks a través de Twitter y por Amazon.com. Sin embargo, más tarde se confirmó a través de un comunicado de prensa oficial de Jive Records que el álbum en realidad sería lanzado una semana más tarde en su lugar el 21 de julio de 2009.
El 10 de mayo, Sparks siguió adelante con una sesión de fotos planeada para la portada del álbum y futuros sencillos. Una imagen de la sesión de fotos se publicó en el comunicado de prensa antes mencionado que muestra a Sparks con una chaqueta de mezclilla parcialmente abotonada sobre un vestido blanco, visto apoyado contra un ventilador grande con las luces del escenario brillando a través. 
Sparks lanzó una edición de lujo de dos discos con dos temas extra al mismo tiempo que la edición estándar, siguiendo los pasos de sus compañeras de sello Ciara y Britney Spears. En los mercados internacionales, "Tattoo" y "One Step at a Time" de su álbum debut se incluyeron como canciones extra para ayudar a promocionar el álbum; ambas canciones tuvieron éxito por derecho propio, alcanzando el top 20 en Japón, el Reino Unido y Australia sin promoción.

### Sencillos
- Battlefield" es el primer sencillo del álbum, que alcanzó el número diez en la lista estadounidense Billboard Hot 100 y el número cinco en la lista Canadian Hot 100. Internacionalmente, la canción alcanzó el número tres en la New Zealand Singles Chart, el número cuatro en la Australian Singles Chart, el nueve en la Irlanda y el once en el Reino Unido.[28]

- "S.O.S. (Let the Music Play)" fue confirmado como segundo sencillo por Jordin Sparks en una entrevista radiofónica con Fresh 102.7 de Nueva York.[29] La canción se lanzó en Australia el 4 de septiembre de 2009[30] y en Estados Unidos el 29 de septiembre de 2009.[31] Se publicó en el Reino Unido el 12 de octubre de 2009.[32] El vídeo se rodó[33] en Los Ángeles, California, el 10 de agosto de 2009, con Chris Robinson como director. También trabajó con Sparks en el vídeo musical de "No Air".[34]

- "Don't Let It Go to Your Head" es el tercer y último sencillo que se lanzó del álbum. Fue lanzado como descarga digital el 8 de enero de 2010 sólo en el Reino Unido. Se lanzó como descarga digital con "Landmines" como cara B.

### Tour
El 15 de marzo de 2010 se anunció que Sparks iba a realizar su primera gira como cabeza de cartel, el Battlefield Tour en apoyo de su segundo álbum de estudio del mismo nombre. La gira comenzó el 1 de mayo de 2010 en Uncasville, Connecticut y Sparks actuó en 39 lugares íntimos de Estados Unidos, como teatros, salones de baile, parques de atracciones y casinos. La gira terminó el 18 de julio de 2010 en Filadelfia, Pensilvania.

## Recepción
Tras su lanzamiento, Battlefield recibió críticas generalmente mixtas de la mayoría de los críticos musicales, según una puntuación agregada de 63/100 de Metacritic.
The Guardian escribe "El éxito de 2007 No Air te dio la esencia de la respiración y la claridad; este segundo álbum emplea los mismos trucos - casi literalmente, en el caso de Let It Rain, que tiene una acumulación trémula y un estribillo heroico ("Let it rain, wash me clean", ordena). La electrónica chirriante y una letra relativamente terrenal ("Mírala a los ojos, lo está desnudando mentalmente") dan a S.O.S. un matiz urbano, y el estridente Let It Rain es un R&B moderno digno de Rihanna. Lamentablemente, sin embargo, Sparks suena más cómoda con baladas potentes como No Parade; y hay una Pat Benatar interior luchando por salir en la canción que da título al disco. Está bien si te gustan este tipo de cosas."
Slant Magazine escribe "Sparks es una artista pop y aquí no tiene pelos en la lengua. Gran parte de la duración del álbum está llena del tipo de pulpa adulta contemporánea empapada que pesó tanto en el debut autotitulado de la cantante como en Spirit de Leona Lewis, y la adición de dos bonus tracks con temática de papel, "Papercut" y "Postcard", en la versión de lujo de Battlefield no ayuda. Uno se pregunta si no habría sido más inteligente, en términos de longevidad de su carrera, tratar de aprovechar el público urbano que empezó a cultivar con 'No Air'."
Entertainment Weekly dijo "Battlefield" sin duda cumple en el aspecto artístico: Está repleto de más anzuelos que la caja de aparejos de un pescador, y ninguno mejor que el magnífico tema que da título al álbum, que cuenta con un estribillo altísimo. La resistencia es inútil cuando Sparks, haciendo gala de una destreza vocal hasta ahora desconocida, se lanza a la pista de baile para ahuyentar a una zorra que ladra al novio equivocado. En realidad, hay suficientes éxitos potenciales para mantener a la cantante en rotación hasta bien entrada la décima temporada de Idol". 
Digital Spy también dio al álbum una crítica generalmente mixta, escribiendo: "Nada aquí es tan irresistible como el single, una brillante actualización del sonido arena rock de los 80 que merece algo mejor que su mediocre rendimiento en las listas, pero varias pistas no están demasiado lejos. Don't Let It Go To Your Head' [y] 'Let It Rain'... ofrece mucho bombástico de rock suave". Sin embargo, el crítico también criticó el álbum por "la papilla sentimental en su tramo final, con Sparks entregando una serie de clichés raídos sobre arreglos aburridos y anticuados... El resultado es un álbum que mejora el debut de Sparks -no se esfuerza tanto por cubrir todas las bases, y Sparks suena más cómodo en los cortes uptempo- pero tiene el mismo talón de Aquiles: una escasez de canciones realmente memorables". Por otra parte, ante la proximidad de la fecha de lanzamiento y las difíciles decisiones que hay que tomar, es difícil culpar a Sparks -que sólo tiene 19 años, que no se nos olvide- de haberse quedado un poco a medio camino."

## Lista de canciones
| Standard edition |                                |                             |          |  |
| N.º              | Título                         | Producer(s)                 | Duración |  |
| 1.               | «Walking on Snow»              | Lucas                       | 3:29     |  |
| 2.               | «Battlefield»                  | Tedder                      | 4:01     |  |
| 3.               | «Don't Let It Go to Your Head» | Harvey Mason, Jr.           | 4:10     |  |
| 4.               | «S.O.S. (Let the Music Play)»  | Cutfather                   | 3:34     |  |
| 5.               | «It Takes More»                | Lucas                       | 3:34     |  |
| 6.               | «Watch You Go»                 | Dr. Luke                    | 3:52     |  |
| 7.               | «No Parade»                    | Cutler                      | 3:31     |  |
| 8.               | «Let It Rain»                  | Gad                         | 3:45     |  |
| 9.               | «Emergency (911)»              | Gad                         | 3:49     |  |
| 10.              | «Was I the Only One»           | Mizell (Wyzell Productions) | 3:21     |  |
| 11.              | «Faith»                        | Gad                         | 3:23     |  |
| 12.              | «The Cure»                     | Los DaMystro                | 4:16     |  |
| 44:45            |                                |                             |          |  |

| North American iTunes Store pre-order edition bonus track |           |             |          |  |
| N.º                                                       | Título    | Producer(s) | Duración |  |
| 13.                                                       | «Vertigo» | Gad         | 3:40     |  |

| Deluxe edition bonus tracks |            |              |          |  |
| N.º                         | Título     | Producer(s)  | Duración |  |
| 13.                         | «Papercut» | Gad          | 3:37     |  |
| 14.                         | «Postcard» | The Co-Stars | 4:02     |  |
| 52:24                       |            |              |          |  |

| International edition bonus tracks |                      |             |          |  |
| N.º                                | Título               | Producer(s) | Duración |  |
| 13.                                | «Tattoo»             | Stargate    | 3:54     |  |
| 14.                                | «One Step at a Time» | Cutfather   | 3:26     |  |

| Japanese edition bonus track |             |             |          |  |
| N.º                          | Título      | Producer(s) | Duración |  |
| 15.                          | «Landmines» | Gad         | 4:27     |  |

| International iTunes Store edition bonus tracks |            |              |          |  |
| N.º                                             | Título     | Producer(s)  | Duración |  |
| 15.                                             | «Papercut» | Gad          | 3:37     |  |
| 16.                                             | «Postcard» | The Co-Stars | 4:02     |  |

| Deluxe edition bonus DVD |                                  |                 |          |  |
| N.º                      | Título                           | Director(s)     | Duración |  |
| 1.                       | «Hangin' with Jordin Sparks»     |                 | 11:27    |  |
| 2.                       | «Battlefield: Behind the Scenes» |                 | 9:27     |  |
| 3.                       | «Battlefield Photo Shoot»        |                 | 6:57     |  |
| 4.                       | «Battlefield» (music video)      | Philip Andelman | 4:04     |  |

## Personal
Créditos de Battlefield adaptados de Allmusic.
- Mark Alloway - asistente de mezcla
- "Ammo" - Productor
- Dameon Aranda - coros
- Louis Biancaniello - voces de fondo, teclados, mezcla, productor, grabación
- Michael Biancaniello - guitarra
- Jeff Bova - arreglo de cuerdas
- David Boyd - asistente de grabación
- Chris Carmichael - cuerdas
- Scott Cutler - productor, grabación
- Michael Daley - asistente de mezcla
- Eric Darken - percusión
- Toby Gad - ingeniero, instrumentos, arreglos, mezcla, productor
- Serban Ghenea - mezcla
- Aniela Gottwald - ingeniera asistente
- Lukasz "Dr. Luke" Gottwald - productor
- John Hanes - ingeniero de mezclas
- Mich "Cutfather" Hansen - música, percusión, productor
- Greg Hagan - guitarra
- Dabling Harward - grabación
- Keeley Hawkes - coros, música
- Andrew Hey - guitarra, grabación
- Pete Hofman - mezcla, editor, grabación
- Sam Holland - ingeniero
- Ghazi Hourani - asistente de grabación
- Claude Kelly - productor vocal

- David Kopatz - música, productor
- Jay Henchman - ingeniero asistente
- Lasse "Pilfinger" Kramhøft - teclados, música, productor
- Benjamin "Benny Blanco" Levin - productor
- Dave Lopez - editor, grabación
- Manny Marroquin - mezcla
- Harvey Mason, Jr. - mezcla, música, productor
- Donald "Don E" McLean - bajo, teclados
- Sam Mizell - productor, programación, grabación
- Carsten "Mintman" Mortensen - Guitarra - Batería - Teclados - Bajo - Arreglista
- Faheem "T-Pain" Najm - productor
- Scott Naughton - ingeniero, grabación
- Mike Payne - guitarra
- Christian Plata - asistente de mezcla
- Tim Roberts - ingeniero de mezcla (asistente), ingeniero asistente
- Lucas Secon - mezcla, instrumentos, productor, programación, arreglos, grabación
- Jeremy Shaw - instrumentos
- Adam B Smith - programación
- Ryan Tedder - voz de fondo, bajo, guitarra, teclados, productor
- Dapo Torimiro - guitarras, programación, teclados, productor, grabación
- Javier Valverde - ingeniero
- Sam Watters - mezcla, productores, grabación
- Billy Whittington - grabación vocal
- Wayne Wilkins - teclados, productor
- Emily Wright - editor vocal, ingeniero
- Noel Zancanella, - grabación

## Posicionamiento en Listas

### Weekly charts
| Chart (2009)                       | Peak position |
| ---------------------------------- | ------------- |
| Australia (ARIA)                   | 34            |
| Austria (Ö3 Austria)               | 60            |
| Canadá (Billboard Canadian Albums) | 12            |
| Países Bajos (Album Top 100)       | 51            |
| Alemania (Media Control Charts)    | 68            |
| Irlanda (IRMA)                     | 17            |
| Nueva Zelanda (Recorded Music NZ)  | 17            |
| Polonia (ZPAV)                     | 39            |
| Escocia (Scottish Albums Chart)    | 10            |
| Suiza (Schweizer Hitparade)        | 52            |
| Reino Unido (UK Albums Chart)      | 11            |
| Estados Unidos (Billboard 200)     | 7             |

## Historial de Lanzamiento
| País           | Fecha de Lanzamiento | Discográfica(s)          |
| -------------- | -------------------- | ------------------------ |
| Países Bajos   | 17 de julio de 2009  | Sony Music Entertainment |
| Australia      | 17 de julio de 2009  | Zomba, Sony Music        |
| Irlanda        | 17 de julio de 2009  | RCA Records, Sony Music  |
| Reino Unido    | 20 de julio de 2009  | RCA Records, Sony Music  |
| Francia        | 20 de julio de 2009  | Jive Epic Records        |
| Filipinas      | 20 de julio de 2009  | Zomba, Sony Music        |
| Dinamarca      | 20 de julio de 2009  | Zomba, Sony Music        |
| Hong Kong      | 20 de julio de 2009  | Zomba, Sony Music        |
| Noruega        | 20 de julio de 2009  | Zomba, Sony Music        |
| Nueva Zelanda  | 20 de julio de 2009  | Zomba, Sony Music        |
| Portugal       | 20 de julio de 2009  | Zomba, Sony Music        |
| Finlandia      | 20 de julio de 2009  | Zomba, Sony Music        |
| Colombia       | 20 de julio de 2009  | Zomba, Sony Music        |
| Costa Rica     | 20 de julio de 2009  | Zomba, Sony Music        |
| Czech Republic | 20 de julio de 2009  | Zomba, Sony Music        |
| Canadá         | 21 de julio de 2009  | Jive Records, Zomba      |
| Estados Unidos | 21 de julio de 2009  | Jive Records, Zomba      |
| España         | 21 de julio de 2009  | Zomba, Sony Music        |
| Suecia         | 22 de julio de 2009  | Zomba, Sony Music        |
| Tailandia      | 23 de julio de 2009  | Zomba, Sony Music        |
| Alemania       | 24 de julio de 2009  | Zomba, Sony Music        |
| Austria        | 24 de julio de 2009  | Zomba, Sony Music        |
| Japón          | 12 de agosto de 2009 | Sony Music Japan         |
| Belgica        | 24 de agosto de 2009 | Zomba, Sony Music        |
| Polonia        | 11 de enero de 2010  | Sony Music               |